# هيريرا دي سوريا
هيريرا دي سوريا هي بلدية تقع في مقاطعة سوريا، في منطقة قشتالة وليون، في إسبانيا. يبلغ عدد سكانها 9 نسمة وذلك حسب (المعهد الوطني للإحصاء) سنة 2017، وتبلغ مساحتها 26,07 كم²، وترتفع عن سطح البحر 1,094 متر.

## تطور السكان
في تعداد عام 2010 بلغ عدد سكان البلدية 14 نسمة، منهم 10 رجال و4 نساء.